# Лиска
Лиска или црна лиска, баљошка (лат. Fulica atra) је врста птице из породице барских кока (Rallidae). Насељава Европу, Азију, Аустралију и делове Африке.

## Опис
Перје лиске је црне боје, ноге су зеленкасте, кљун је беле боје, а на челу има плочицу (лису) беле боје. На прстима има меснате крпице, које јој помажу у пливању уместо пловних кожица. Одрасле јединке лиске достижу дужину од 32 до 42 cm и тежину од 585 до 1.100 g.
Младе лиске су светлије од одраслих јединки и немају плочицу на челу. Перје им постаје црно кад напуне 3 до 4 месеца живота, а белу плочицу на челу добију кад су стари годину дана.

## Понашање
Територијална је птица и у време сезоне парења оба родитеља агресивно бране своју територију. Ван сезоне парења стварају велика јата, вероватно да би се заштитили од грабљиваца.
Невољно лети, а када узлеће хвата залет трчећи по површини воде. Иако је лош летач, у време сеобе, када углавном лети ноћу, у стању је да прелети велику раздаљину. Добар је пливач, а при пливању клима главом напред-назад.

## Размножавање
Гнезда прави од трске. Носи око 10 јаја, која су жутозелене боје и пегава. У току сезоне има и до 2-3 легла. Мали број младих преживи, због недостатка хране и зато што су плен грабљиваца чапљи и галебова.
Највећи број смрти птића је резултат недостатка хране у првих 10 дана живота, када птићи највише зависе од родитеља за храну. Када нема довољно хране, а младунци мољакају за храну, одрасле лиске кљуцају своје младе док не престану да траже храну. Ако птић не престане да тражи храну, родитељ га може кљуцањем убити. Лиске понекад полажу јаја у гнезда других лиски.

## Исхрана
Лиске су сваштоједи, хране се алгама, воденим биљем, семењем и плодовима али и јајима других птица, пужевима, шкољкама и рибама. У потрази за храном често гњури.

## Распрострањеност и станиште
Лиска насељава зарасла слатководна језера и баре и друга водена станишта, а за разлику од већине других врста барских кока нема потребу да се скрива. Гнезди се у Европи, Азији, Аустралији и Африци, а однедавно се проширила и на Нови Зеланд. Стално је присутна у областима са благом климом, док хладније делове Азије и Европе када дође зима и вода се заледи напушта и сели се на југ и запад.